# Sandy Jeannin
Sandy Jeannin (Les Bayards, 28 febbraio 1976) è un ex hockeista su ghiaccio svizzero. che giocava in Lega Nazionale A come Centro

## Carriera

### Club
Nella sua carriera ha giocato due stagioni nello ZSC Lions (1995-97), per poi passare tre stagioni al HC Davos (1997-00), è poi approdato all'HC Lugano con il quale ha vinto due campionati Svizzeri (2003 e 2006). Dalla stagione 2008-2009 Jeannin gioca per la squadra del Fribourg-Gottéron.

### Nazionale
Con la nazionale svizzera di hockey, Jeannin ha partecipato a diverse edizioni dei mondiali e olimpiadi totalizzando più di 120 presenze, tra l'altro ha fatto parte della squadra Svizzera che nel 1998 è arrivata quarta ai mondiali.

## Palmarès

### Club
- Campionato svizzero: 2

 Lugano: 2002-03, 2005-06